# Jerónimo de la Torre
Jerónimo (de) la Torre, también como (de) Latorre, (Calamocha, baut. 22 de septiembre de 1607 - Valencia, 20 de julio de 1672) fue un organista español activo en Valencia.

## Vida
Nació en Calamocha, hijo de Pascual de Latorre y Madalena Gonosca:

a 22 de setiembre 1607 bautizo mossen Garro a Jheronimo Latorre hijo de Pascual de Latorre y Madalena Gonosca conjugues. Compadres Juan Martínez de Anguita y Anna María Cubero.
Libro II de Bautismos, folio 57v

Por su testamento, se sabe que tuvo dos hermanos, Nicolás, que permaneció en Calamocha, y María, que se desplazó a vivir a Daroca, pero en total el matrimonio la Torre tuvo cinco hijos, por lo que se supone que hacia 1672 los demás hermanos habían fallecido. El apellido de la familia y de numerosas otras personas de la comarca con ese apellido se escribía tanto «la Torre», la forma más antigua, como «Latorre», forma más moderna y que acabaría imponiéndose. En el siglo XVII se estaba produciendo el tránsito entre las dos formas, por lo que puede encontrarse escrito de ambas maneras. Por ello Jerónimo de la Torre es confundido a menudo con Jerónimo Latorre (1674-1699), otro organista aragonés que estuvo activo en el siglo XVII en Zaragoza.
El lugar en el que realizó sus estudios es desconocido, pero los investigadores José y José María de Jaime suponen que sería en Daroca bajo la maestría de Pablo Bruna, «el ciego de Daroca». La suposición se basa no solamente en que una formación de esa calidad, a la altura de los organistas de una catedral importante, tuvo que tener un maestro acorde, sino también en la familia que la Torre tenía en Daroca: su hermana María se casó con el darocense López de Ontanar y se trasladó a vivir allí, posiblemente mientras la Torre estaba estudiando en el coro de infantes.
Obtuvo la plaza de organista en la Catedral de Barcelona —procedente de la Catedral de Tarragona— el 20 de noviembre de 1636, donde residió hasta 1642.
De la Torre el último de los tres organistas aragoneses que ocuparon el cargo en la Catedral de Valencia en el siglo XVII. Comenzó con Miguel Ximeno, nacido en Aliaga, que fue organista en la metropolitana de Valencia entre 1602 y 1623. Le sigue Juan Sebastián, nacido en Cosuenda, que ocupó el cargo entre 1628 y 1639. Su sucesor fue Andrés Peris, el famoso «ciego de Valencia», al que finalmente le sigue el tercer aragonés, Jerónimo de la Torre. Los tres de la misma zona de Aragón, posiblemente todos formados en Daroca, en la escolanía de la Colegial, la misma que también produciría a Pablo Bruna.
Debido a la ceguera de Peris y a que la importancia de la catedral generaba mucha demanda de música sacra, se contrató a Jerónimo de la Torre como segundo organista, además teniendo en cuenta que la Catedral de Valencia disponía de dos órganos en perfecto estado. Peris y de la Torre fueron los primeros seglares en conseguir la posición.

[...] nominarunt in adiutorem, sive ajudant de organista de la Seu, Hieronimum de la Torre, cum reservatione omnium jurium et emolumentorum Andrea Peris, organiste que al present es, de la manera que els ha tengut fins hui, y per los treballs que tindrá en lo que se oferirá fer en sevici de la esglesia acudint al orgue. Se li señalen deu lliures cascum mes anticipadamente.
[...] nominado como ayudante, ayudante de organista de la Seo, Jerónimo de la Torre, con reserva de todos los derechos y emolumentos de Andrés Peris, organista que ahora es, de la manera que los ha tenido hasta hoy, y por los trabajos que tendrá en lo que ofrecerá en servicio de la iglesia acudiendo al órgano. Se le señalan diez libras a cada uno más anticipadamente.
Actas del cabildo de la Catedral de Valencia, 3 de abril de 1645

El trabajo de la Torre fue satisfactorio y el cabildo le fue subiendo el sueldo sin que fuera solicitado. Es de notar que el pago a Peris, de 200 libras anuales, no aumentó de 1644 a 1654, mientras que de la Torre pasó en ese tiempo de 120 a 180 libras, aunque, eso si, siempre manteniendo la diferencia entre el primer organista y su ayudante. La relación entre ambos parece haber sido cordial, pero el cabildo parece que tenía preferencia por la Torre. De la Torre se encargaba de participar en los tribunales y los exámenes para oposiciones y viajaba a donde fuera necesario para examinar a músicos.
La situación económica de la Torre fue suficiente para ser el primer organista valenciano en tener un «organet» en casa, instrumento que llevó a la Catedral para la Mísa de la consagración del Crisma el año 1654.
En 1665 sufrió un accidente que le dejó una mano incapacitada, por lo que tuvo que pedir la jubilación. La petición le fue aceptada, pero tuvo que renunciar a una parte de su sueldo. Le sustituyó Juan Cabanilles como ayudante de Peris.

[...] unanimes et concordes, et nemine discrepante, attendentes et considerantes quod Jeronimus de la Torre deservit in ofíicio musici organici per spatium temporis plusquam viginti annorum huic Metropolitanae ecclesiae cum satisfactione et assiduitate debitis, qui ad praesens impeditus est ad exercendum memoratum officium ob accidentem quod sibi devenit in manu, ideo providerunt quod jubilabant sicut serie cum praesenti jubilarunt eundem Jeronimum de la Torre in praefato munere musici dictae sanctae ecclesiae, sub hac tamen lege, pacto et conditione, et non sine ea, aliter alias, nec alio modo, scilicet quod ex salario quod annuatim percipit ex dicto suo officio musici organici dimittére sive renuntiare teneatur, ope dicti capituli, annuatim, sexaginta libras monetae Valentiae ut asignetur per memoratum capituium personae qui suo loco norninabitur.
Actas del cabildo de la Catedral de Valencia, 15 de mayo 1665

De la Torre mantuvo la relación con la Catedral y siguió recogiendo personalmente su sueldo de 120 libras anuales, hasta su fallecimiento, momento en el que pasaría a recogerlo su sobrino y heredero de Daroca, Miguel Jerónimo López de Ontanar. Encontrándose enfermo en la cama, el 13 de mayo de 1672 hizo su testamento. Falleció el 20 de julio de 1672, siendo enterrado en la Catedral:

Gerony Latorre, organiste.
Dijous a 21 de dit [juliol 1672], soterraren en la pnt. esgiesia al ge[rma] Geroni Latorre, organiste ad la solemnitat acostumada com a germa, y, per gracia, fonch soterrat en la sepultura dels Srs. Beneficiats, y se li digue Missa Cantada de Requiern en la Capella de St. Pere. Feu testament a 13 de Maig 1672, rebut per Antoni Herrera, menor, not. Gratis.
Vellarem al cos del dit 4 pvres., una nit y mig dia.
Jerónimo la Torre, organista.
Jueves a 21 del dicho [julio de 1672], enterraron en la presente iglesia al hermano Jerónimo la Torre, organista con la solemnidad acostumbrada con un hermano, y, por gracia, fue enterrado en la sepultura de los señores beneficiados, y se le dijo misa cantada de Réquiem en la capilla de San Pedro. Hizo testamento el 13 de mayo de 1672, recibido por Antoni Herrera, menor, notario gratis.
Velaron el cuerpo del dicho 4 presbíteros, una noche y medio día.
Archivo de la Catedral de Valencia

## Obra
Debió ser un compositor prolífico, pero no se conserva casi nada de su obra. A penas tres restos de menor importancia:
- Mísera navecilla, un tono al Santísimo Sacramento para cuatro voces: dos tiples cantus, un alto y un tenor, conservado en la Catedral de Valencia.
- Gloria dominical, del que solo se conservan nueve versos, también conservado en la Catedral de Valencia.
- Salve Regina, una obra antífona a ocho voces, conservado en el Archivo del Real Colegio del Corpus Christi de Valencia.